# Program Vostok
Program Vostok (rus. Восток, hrv. Istok) bio je sovjetski projekt ljudskih svemirskih letova s ciljem stavljanja prvog sovjetskog građanina u nisku Zemljinu orbitu i njegovog sigurnog povratka. Konkurirajući američkom programu Mercury, program Vostok uspio je 12. travnja 1961. godine u orbitu poslati prvog čovjeka u svemir, Jurija Gagarina, na Vostoku 1. Kapsula Vostok razvijena je od špijunskog satelitskog projekta Zenit, a njegova lansirna raketa prilagođena je postojećem dizajnu interkontinentalne balističke rakete (ICBM) R-7 Semjorka. Ime „Vostok” tretiralo se kao povjerljiva informacija sve dok Gagarinov let nije prvi put javno obilježen svjetskom štampom.
Program je izveo šest svemirskih letova sa posadom između 1961. i 1963. Najduži let trajao je skoro pet dana, a posljednja četiri lansirana su u parovima, u razmaku od jednog dana. To je premašilo demonstrirane mogućnosti programa Mercury u pogledu najdužeg leta od nešto više od 34 sata, i pojedinačnih misija.
Vostok su nasljedila dva leta programa Voskod 1964. i 1965, koji su koristili modifikacije kapsule Vostok za troje i dvoje ljudi, i veću raketu za lansiranje.
Do siječnja 1959. Sovjeti su započeli pripreme za ljudski let u svemir. Liječnici sovjetskog zrakoplovstva inzistirali su na tome, da potencijalni kandidati za kozmonaute budu kvalificirani piloti zrakoplovstva, tvrdeći da će oni imati relevantne vještine poput izloženosti većim g-silama, kao i iskustvo izbacivanja sjedišta; Također su Amerikanci izabrali Mercury sedmoricu u travnju 1959. godine, svi su imali zrakoplovno iskustvo. Kandidati su morali biti inteligentni, sposobni podnositi situacije visokog stresa i u dobroj fizičkoj formi.
Glavni dizajner sovjetskog svemirskog programa, Sergej Koroljov, odlučio je da kozmonauti moraju biti muškarci, stari između 25 i 30 godina, ne viši od 1,75 metara i teški više do 72 kilograma. Konačne specifikacije za kozmonaute odobrene su u lipnju 1959. Do rujna, započeti su intervjui s potencijalnim kozmonautima. Iako pilotima nije bilo rečeno da postoji mogućnost leta u svemiru, jedan od liječnika zaduženih za postupak selekcije vjerovao je da su to neki piloti zaključili. Nešto više od 200 kandidata prošlo je kroz proces intervjua, a do listopada je proveden niz zahtjevnih fizičkih testova na onima koji su preostali, poput izloženosti niskim pritiscima i testa u centrifugi. Do kraja 1959. godine, odabrano je 20 muškaraca. Koroljov je insistirao na većoj skupini od NASA-inog astronautskog tima od sedam. Od ovih 20, pet ih je bilo izvan željenog uzrasta; stoga je starosni zahtjev bio ublažen. Za razliku od NASA-ine astronautske skupine, ovu grupu nisu isključivo činili iskusni piloti; Beljajev je bio najukusniji s 900 sati leta. Sovjetske svemirske letelice bile su automatizirane od američkih, pa nije bilo potrebno značajno pilotsko iskustvo.
Dana, 11. siječnja 1960., sovjetski vrhovni maršal zrakoplovstva Konstantin Veršinin odobrio je planove za uspostavljanje Centra za obuku kozmonauta, čija bi isključiva svrha bila priprema kozmonauta za njihove predstojeće letove; u početku bi objekt imao oko 250 zaposlenih. Veršinin je dodijelio već poznatom pilotu Nikolaju Kamaninu da nadgleda operacije u ovoj instalaciji. Do ožujka, većina kozmonauta stigla je centar za obuku. Veršinin je održao pozdravni govor 7. ožujka, a prisutni su formalno primljeni u grupu kozmonauta. Sredinom lipnja svih dvadeset bilo je stalno stacionirano u centru. U ožujku su kozmonauti započeli svakodnevni režim treninga, a pratili su predavanja s temama poput raketnih svemirskih sustava, navigacije, geofizike i astronomije.
Zbog ograničenja prostora početnog objekta, kozmonauti i osoblje preseljeni su u novi objekat u Zvjezdanom Gradu (tada poznat kao Zeleni), koji je bio dom ruskog programa obuke kosmonauta više od 60 godina. Preseljenje se službeno odvilo 29. lipnja 1960. godine.